# Tlapacholoya
Tlapacholoya är en ort i Mexiko.   Den ligger i kommunen Cuautempan och delstaten Puebla, i den sydöstra delen av landet, 150 km öster om huvudstaden Mexico City. Tlapacholoya ligger 1 465 meter över havet och antalet invånare är 537.
Terrängen runt Tlapacholoya är bergig åt sydost, men åt nordväst är den kuperad. Runt Tlapacholoya är det ganska tätbefolkat, med 70 invånare per kvadratkilometer. Närmaste större samhälle är Zacatlán, 18,1 km väster om Tlapacholoya. I omgivningarna runt Tlapacholoya växer i huvudsak blandskog.